# Chéserex
Chéserex – miejscowość i gmina (commune) w zachodniej Szwajcarii, w kantonie Vaud, w okręgu (district) Nyon.  

## Demografia
W Chéserex mieszka 1245 osób. W 2021 roku 24,3% populacji gminy stanowiły osoby urodzone poza Szwajcarią.